# Число Атвуда
Число́ А́твуда ({\displaystyle \mathrm {A} }) — характеристичне число та критерій подібності в гідродинаміці, що використовується у задачах, які розглядають взаємодію двох рідин різної густини. Воно записується так:
{\displaystyle A={\frac {\rho _{1}-\rho _{2}}{\rho _{1}+\rho _{2}}},}
де
{\displaystyle \rho _{1}} — густина важчої рідини;
{\displaystyle \rho _{2}} — густина легшої рідини.
Число Атвуда використовується для оцінки розвитку нестабільності на межі розділу рідин, таких як нестійкість Релея — Тейлора чи нестійкість Ріхтмайера — Мєшкова.
Це число назване на честь англійського фізика і математика Джорджа Атвуда (1745–1807).